# Národní park Tijuca
Národní park Tijuca (portugalsky Parque Nacional da Tijuca) je národní park v Brazílii, ve městě Rio de Janeiro ve stejnojmenném spolkovém státě Rio de Janeiro. Rozloha parku je 39,58 km² a je jedním z nejmenších brazilských národních parků. Vyhlášen byl v roce 1961, poslední úprava hranic proběhla v roce 2004. V roce 1993 byl prohlášen biosférickou rezervací UNESCO a v roce 2012 společně s dalšími přírodními památkami (hora Cukrová homole, pláž Copacabana, vstup do zátoky Guanabara) v Riu světovým kulturním dědictvím.

## Popis
Na území parku se nachází jeden ze symbolů města – vrch Corcovado se sochou Krista Spasitele. Nejvyšším bodem parku je Pico da Tijuca o nadmořské výšce 1022 m n. m. Nachází se zde zachovalý porost Atlantického lesa, ale i různé jeskyně, stezky a vodopády. Žijí zde např. ptáci papoušek hnědohřbetý, pyrura modrobradý, pyrura bělouchý, káně brazilská, žába zavalitka riodejaneirská nebo netopýr červený či mravenčík lemoocasý.
Park sestává ze 4 oddělených sektorů:
- sektor Floresta da Tijuca
- sektor Serra da Carioca
- sektor Pedra Bonita/Pedra da Gávea
- sektor Pretos Forros/Covanca

## Fotogalerie

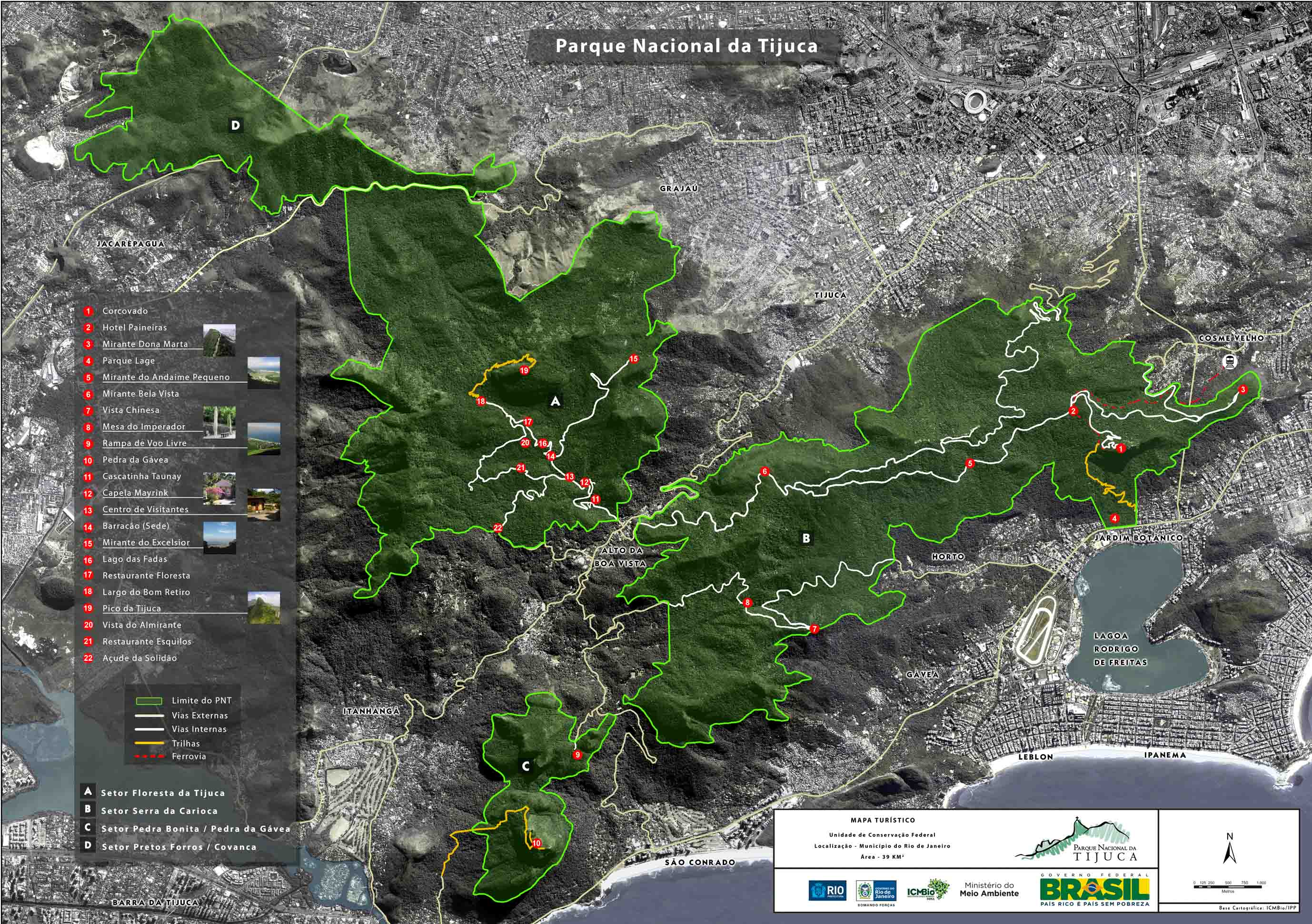
letecký snímek a mapa parku
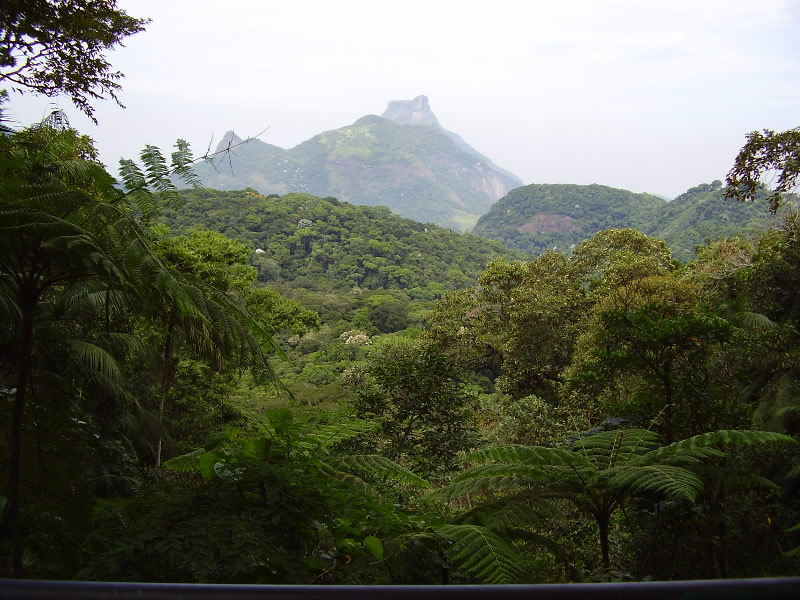
zdejší lesní porost
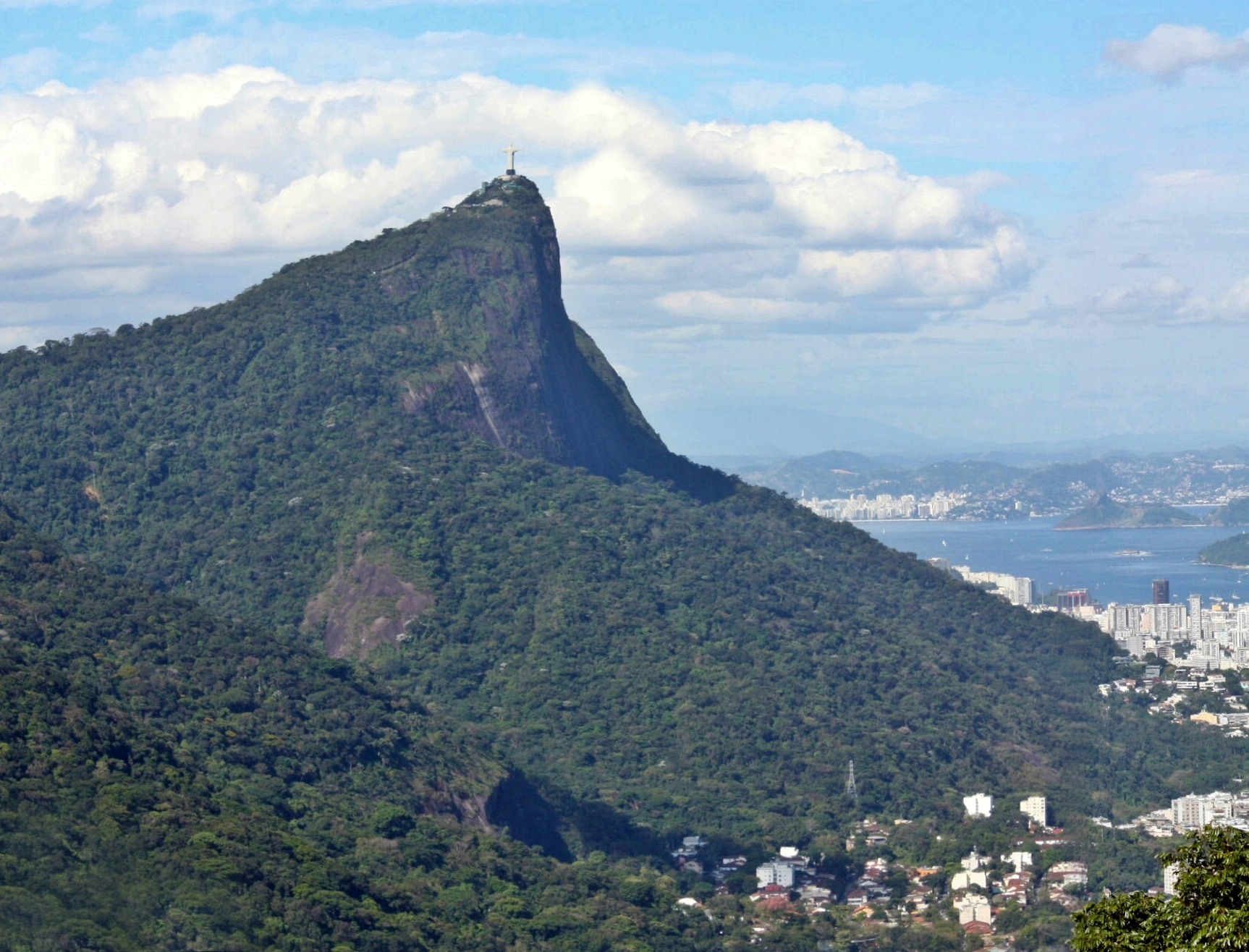
vrch Corcovado